# Felice Argenti
Felice Argenti (Viggiù, 2 marzo 1802 – San Francisco, 1861) è stato un patriota italiano, membro della Carboneria e della Giovine Italia.
Compiuti gli studi a Milano, Argenti aderì giovanissimo agli ideali della Carboneria. Dopo aver partecipato ai moti del 1820-21 in Piemonte, Argenti trovò rifugio in Spagna, a Cuba e quindi in Messico, dove prese parte alla rivolta filo-repubblicana che detronizzò l'imperatore Agustín de Iturbide. Nel 1823 è a Filadelfia, ma lo stesso anno riparte per l'Europa. Stabilitosi dapprima in Svizzera, rientra quindi in Italia, a Trieste, Livorno e Genova dove introdusse nella Carboneria l'amico e compaesano Giovanni Albinola. Nell'ottobre del 1830 si recò a Parigi, dove entrò in contatto con la numerosa colonia di rifugiati italiani. Nel 1831 formò uno squadrone per prendere Bologna, ma, tradito da una lettera inviatagli da Giovanni Albinola e intercettata dalla polizia, fu catturato nei dintorni di Stazzema sulle Apuane e condannato a vent'anni di fortezza nello Spielberg.
Nel 1835 gli fu offerta la possibilità di scegliere il bando perpetuo negli Stati Uniti d'America in alternativa alla conclusione della pena allo Spielberg. Nel marzo del 1836 fu trasferito al castello di Gradisca (Gorizia); ai primi di agosto fu imbarcato a Trieste sul vascello Ussaro  con destinazione New York, dove giunse il 16 ottobre 1836. Con lui viaggiavano in esilio altri patrioti come Eleuterio Felice Foresti, Luigi Tinelli, Pietro Borsieri, Gaetano de Castillia e Giovanni Albinola.
A New York Argenti lavorava presso un'importante casa commerciale, la "Brown & Broths", e divenne cittadino americano nel 1841. Nel 1848 Argenti tornò brevemente in Italia, nella speranza di unirsi ai moti rivoluzionari in Lombardia, ma senza successo. Rientrato a New York, lo si ritrova nel settembre 1850 con Giuseppe Avezzana, Quirico Filopanti, Eleuterio Felice Foresti e Giovanni Albinola tra i partecipanti alla cena in onore di Giuseppe Garibaldi, da poco giunto in America. Nel 1852 Argenti si trasferì a San Francisco in California, dove lavorava con successo nel settore bancario e vi rimase fino alla morte nel 1861.